# Templo Sión

El Templo Sión y Escuela es una antigua sinagoga judía ubicada en el n.º 320 de la calle North Durkee y una escuela judía diurna ubicada en el n.º 309 de la calle East Harris, ambas en Appleton, Wisconsin, Estados Unidos. La sinagoga se construyó en 1883 y posteriormente se utilizó como iglesia desde 1932 hasta 1977, cuando se vendió a la Sociedad Histórica del Condado de Outagamie para su uso como museo histórico. En 1999, la antigua sinagoga y escuela fueron adquiridas por un grupo de interés de la familia Wahl.
En 1978, el antiguo templo y la escuela fueron añadidos al Registro Nacional de Lugares Históricos.

## Historia
La Congregación Sión fue fundada en la década de 1850 por un grupo de inmigrantes judíos alemanes liberales. El rabino Mayer Samuel Weiss, de origen húngaro, fue el primer rabino, elegido en 1874. La sinagoga se terminó e inauguró en septiembre de 1883. Según una placa en el exterior del edificio, el padre deHoudini, el rabino Mayer Samuel Weiss, ayudó a planificar el templo, que se construyó con el apoyo financiero de muchos habitantes de Appleton, independientemente de su religión o ascendencia. La congregación añadió una pequeña escuela detrás de la sinagoga, donde Edna Ferber fue una de sus primeras alumnas, dedicando un capítulo a su vida en Appleton en sus memorias de 1938.
El Templo Sión es un magnífico ejemplo de la arquitectura vernácula del siglo XIX. El edificio no es de estilo específicamente judío, sino más bien un espacio religioso único, interpretado por artesanos del Medio Oeste alemán. El edificio fue diseñado por Charles Hove.
Para la década de 1920, la congregación estaba en decadencia. Vendieron el edificio de la sinagoga a la Primera Asamblea de Dios en 1932 por $7,000. La iglesia, entonces conocida como Tabernáculo Evangélico Pentecostal, se afilió al Consejo General de las Asambleas de Dios y cambió su nombre a Templo Evangélico de Appleton. La iglesia renovó el interior en la década de 1950. En 1977, vendió la antigua sinagoga y los edificios escolares a la Sociedad Histórica del Condado de Outagamie, y el edificio albergó un museo, un taller de historia y oficinas asociadas.
Ante la imposibilidad de mantenerla, Wahl Organbuilders, LLC, propiedad de Ronald y Christoph Wahl, adquirió la antigua sinagoga en mayo de 1999. El edificio estaba vacío y presentaba graves problemas visuales y estructurales. Wahl Organbuilders restauró el exterior del edificio a su aspecto original mediante un programa de restauración por fases. Los cuatro lados del edificio, así como el edificio más pequeño, la "escuela", al este del Templo Sión, fueron restaurados a sus colores originales, utilizando muestras de pintura recuperadas.
El órgano Augustus B. Felgemaker se construyó en Erie, Pensilvania, y se instaló en el Templo en 1907. El órgano tenía dos teclados manuales y un pedal de nueve registros. Fue retirado por sus propietarios en 1996 y reinstalado en la Capilla Conmemorativa de la Universidad de Lawrence en 1999. 

## Miembros notables
- Edna Ferber, autora ganadora del Premio Pulitzer en 1924[2]
- David Hammel, ex alcalde de Appleton[4]
- El rabino Mayer Samuel Weiss, el primer rabino y padre de Harry Houdini

## Lectura adicional
- Ferber, Edna (1938). A Peculiar Treasure. New York, NY: Doubleday, Doran, & Co.